# جاي د. ديفيز
جاي د. ديفيز (بالإنجليزية: J. D. Davies)‏ هو مؤرخ بريطاني، ولد في 1 أبريل 1957 في لنلي ‏ في المملكة المتحدة.